# Allgemeine Flensburger Autobusgesellschaft
Die Allgemeine Flensburger Autobusgesellschaft mbH & Co. KG (AFAG) war ein Verkehrsunternehmen, das bis zum Jahr 2017 einen Teil der Buslinien des Öffentlichen Personennahverkehrs in der Stadt Flensburg betrieben hat. Die Gesellschaft wurde 1925 durch den Zusammenschluss von mehreren Kraftfahrern auf genossenschaftlicher Basis gegründet.

## Geschichte
In den ersten Jahren wurden durch die Genossenschaft die Überlandlinien zwischen Flensburg, Kappeln, Husum, Bredstedt und Niebüll eingerichtet und ausgebaut. 1926 bis 1928 wurde der Linienverkehr auch auf andere Städte in Norddeutschland wie Wismar, Wittenberge, Delmenhorst, Eckernförde sowie Neumünster ausgedehnt und weitere Überlandlinien im Gebiet Angeln eingerichtet.
1932 ging die Genossenschaft in Konkurs. Georg Zimmermann bildete gemeinsam mit Nis Bögh aus der Konkursmasse die neue AFAG. Mit der Übernahme eines weiteren Busunternehmens Wagner wurde der Geschäftsbereich Reisebusverkehr ausgebaut.
Nach dem Ende des Zweiten Weltkriegs im Jahr 1945 wurde der Linienverkehr mit zwei Stadtlinien, sieben Überlandlinien in Angeln und vier weiteren Überlandlinien in Richtung Westen wieder aufgenommen. Als Ausgleich für die weggefallene Flensburger Kreisbahn wurden 1952 durch die AFAG die ersten Buslinien in Nordangeln eingerichtet und ab 1953 auf das gesamte Gebiet ausgedehnt. Der alte Flensburger Zentrale Omnibus-Bahnhof (ZOB), den vor allem die AFAG nutzte, wurde 1954 abgerissen und durch einen Neubau ersetzt. Dieser wurde ab dieser Zeit als zentraler Mittelpunkt für sämtliche AFAG-Linien genutzt.
Ab 1961 wurde das Unternehmen in getrennte Bereiche für den Überland- und den Stadtverkehr aufgeteilt. Die Überlandlinien wurden von der Deutschen Bundespost übernommen und als Kraftpost weitergeführt. Der Stadtlinienverkehr wurde weiterhin von der AFAG betrieben.
Ein neues zentrales Verwaltungsgebäude wurde 1962 bezogen und die bisherigen Büros am ZOB aufgegeben. 1971 wurde eine Partnerschaft mit dem Verkehrsbetrieb der Flensburger Stadtwerke eingegangen und die Verkehrsgemeinschaft Flensburg (VGFL) entstand, die gemeinsam Tarifharmonisierungen und Linienanpassungen durchführte und 1976 ein neues gemeinsames Linienkonzept einführte.

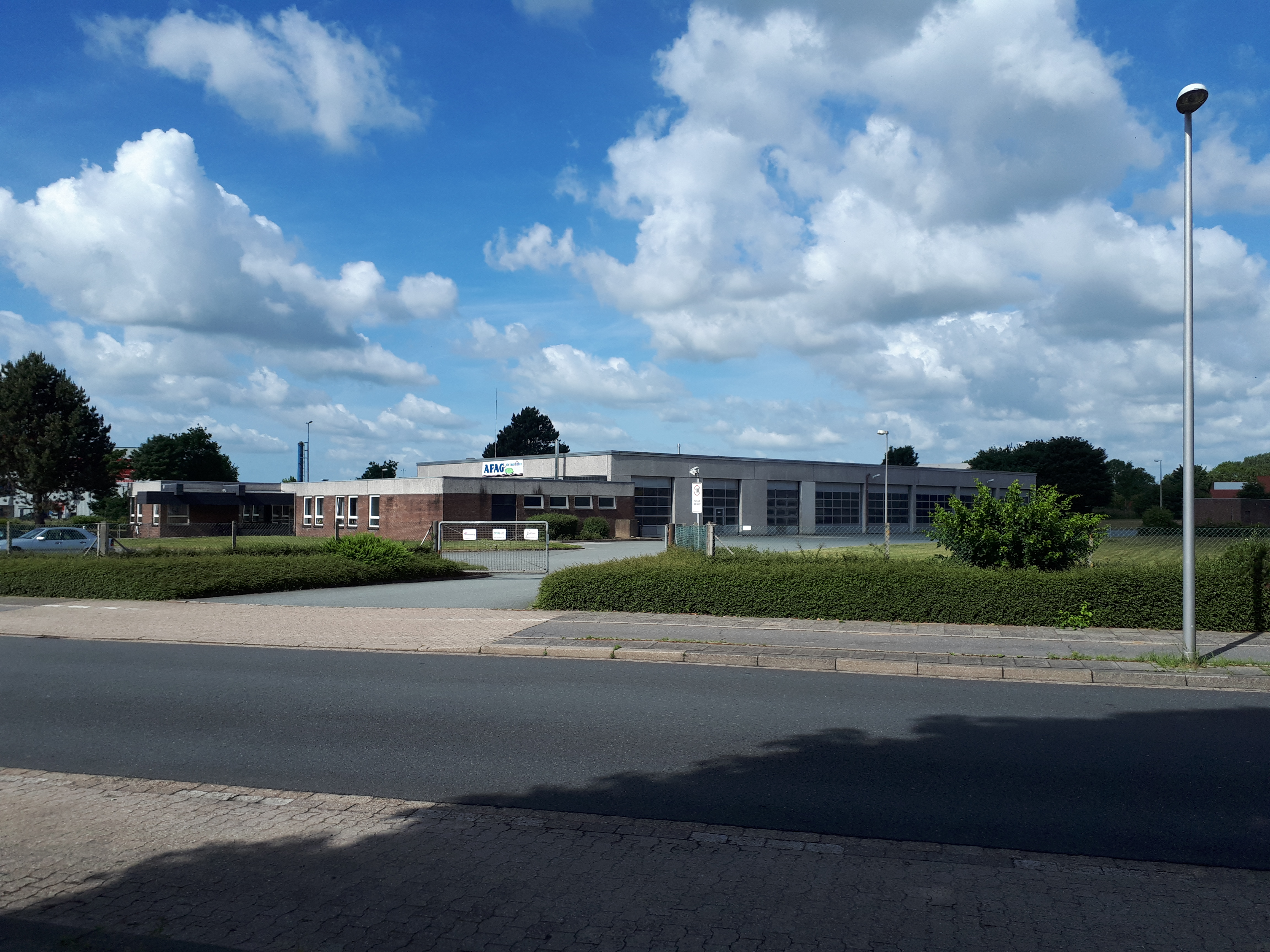
Betriebshof der AFAG ab 1978

1978 bezog die AFAG ihren Betriebshof im Flensburger Industriegebiet West.
Im Sommer 1979 betrieb die AFAG zusammen mit den sechs Buslinien 1, 2, 3, 5, 7 und 8 der Stadtwerke Flensburg mit folgenden vier eigenen Buslinien den Stadtbusverkehr Flensburg:
100 ZOB → Südermarkt → Hafermarkt → Fruerlund → Engelsby, Trögelsbyer Weg → Fruerlund → Hafenmarkt → Südermarkt → Rude → Gutenbergstr. → Rude → Deutsches Haus → ZOB (nur werktags, kein Abendverkehr)
110 Kaserne Weiche – Friedenshügel – Friesischer Berg – Südermarkt – Hafermarkt – Fruerlund – Engelsby – Kiefernweg – Twedter Plack
120 Kaserne Weiche – Bf. Weiche – Rude – Südermarkt / Deutsches Haus – ZOB
130 ZOB → Sandberg → Hafermarkt → ZOB (nur werktags stündlich, kein Abendverkehr)
1988 wurde gemeinsam mit den Linienverkehrsunternehmen im Kreis Schleswig-Flensburg die Verkehrsgemeinschaft Schleswig-Flensburg (VGSF) gegründet, die 1989, nach Abschluss eines Kooperationsvertrages, durch gemeinsame Tarife für das gesamte Kreisgebiet ergänzt wurde.
1996 wurde der neue und moderne Flensburger Omnibusbahnhof in Betrieb genommen.
Im Jahr 1997 wurde das Unternehmen AFAG GmbH & Co KG vom Internationalen Berufskraftfahrerverband (IUCR) zum „Transportbetrieb des Jahres 1997“ gekürt.
Ab Anfang 1998 wurden Gespräche über eine Fusion des Unternehmens mit den Flensburger Verkehrsbetrieben geführt, die jedoch im Laufe des Jahres ergebnislos abgebrochen wurden. Die Flensburger Verkehrsbetriebe wurden daraufhin am 10. November 1998 vorübergehend von der Förde Reederei Seetouristik (FRS) übernommen. Bereits im Mai 1999 übernahm dann die AFAG den gesamten Busbetrieb der Förde-Reederei und gliederte die Abteilung Reiseverkehr vollständig aus. Sie gründete daraus das Tochterunternehmen Förde Bus GmbH & Co KG und führte für den Öffentlichen Personennahverkehr die Partnerschaft im Rahmen der Verkehrsgemeinschaft Schleswig-Flensburg weiter. Die Förde-Bus als Betreiber der Regionalbuslinie 21 vom Flensburger ZOB nach Glücksburg wurde im September 2014 von den Unternehmen Hansen-Borg und Gorzelniaski übernommen.
Im Mai 2000 feierte die AFAG das 75-jährige Bestehen des Unternehmens.
Mit dem Inkrafttreten der EU-Verordnung 1370/2007 ergab sich eine veränderte Rechtslage, die dazu führte, dass nicht eigenwirtschaftlich betriebene Nahverkehrslinien i. d. R. europaweit auszuschreiben sind. Die AFAG wurde ab 2007 übergangsweise nochmals mit dem Betrieb ihrer Linien betraut. Im Jahr 2015 gingen die Linienkonzessionen für die Flensburger Stadtverkehrslinien vollständig auf die kommunale Aktivbus Flensburg GmbH über und die AFAG wurde noch bis Dezember 2017 als Subunternehmer mit dem Betrieb ihrer bisherigen Buslinien beauftragt. Bei der anschließenden Ausschreibung der Auftragsleistungen für die Aktivbus konnte sich die AFAG nicht durchsetzen und unterlag den Busunternehmen Hansen-Borg sowie dem Deutsche-Bahn-Tochterunternehmen Autokraft.
Im August 2016 kündigte Geschäftsführer Thomas Bauer an, dass das Unternehmen 2018 aufgrund der geringen Auftragslage ohne Stadtlinien abgewickelt werde.

## Erscheinungsbild

Farbschema bis 1986 (hier MB O 305) um 1980

Die AFAG-Busse waren ab den 1950er Jahren an ihrer hellelfenbeinfarbenen Grundfarbe mit blauen Werbezierstreifen erkennbar. Das letzte Fahrzeug (Modell Mercedes-Benz O 405) mit diesen Farben wurde 1991 ausgemustert.
Ab etwa 1987/88 wurden die Busse in weiß lackierter Grundfarbe ausgeliefert und mit großflächiger Werbung beklebt.

## Linien
Stand 24. Juni 2016
10  Twedter Plack – Engelsby – Fruerlund – Südermarkt – Marienallee – Timm-Kröger-Weg – Raiffeisenstraße
11  Twedter Plack – Engelsby – Fruerlund – Südermarkt – Marienallee – Westerallee/CITTI-Park – Gartenstadt Weiche – Nikolaus-Matthiesen-Str.
12  ZOB – Neumarkt – Rude – Sophienhof – Bahnhof Weiche – Gartenstadt Weiche
13  ZOB – Campus/FH – Sandberg – Adelby – Tarup, Norderlück
14  ZOB – Neumarkt – Rude – St. Pauli – Förde Park (vereinzelt über Industriegebiet Süd/TGZ – Valentiner Allee – St. Pauli zurück zum ZOB)
Anmerkung:

Linie 13 wurde 2008 an die Autokraft abgegeben, allerdings fuhr die AFAG noch einzelne Kurse dieser Linie im Auftrag.

Linie 15 wurde 2016 in die Linie 14 integriert.

Die Linien 11 und 12 wurden getrennt und gingen nicht mehr ineinander über.

## Fuhrpark
Der Fuhrpark der AFAG bestand zuletzt ausschließlich aus Mercedes-Benz-Linienbussen der Typen Citaro (ab 1998) und Citaro G (Gelenkbus, ab 2000). Ab Anfang 2016 wurde zudem ein Hybrid-Exemplar des Scania Citywide eingesetzt.
In der Vergangenheit setzte die AFAG u. a. folgende Fahrzeugtypen ein:
- Großraumbusse
  - Mercedes-Benz O 317 Anderthalbdecker (1966–1978)
- Standard-Linienbus (VÖV I)
  - Mercedes-Benz O 305 (1974–1992)
  - MAN SL 200 (1980–1993)
- Standard-Linienbus SL II
  - Mercedes-Benz O 405 (1985–1999)
- Gelenkbusse
  - Mercedes-Benz O 305 G (1992–1995)
- Niederflurbusse
  - Mercedes-Benz O 405 N (1995–2010)
  - Mercedes-Benz O 405 NK (1996–2004)

Außerdem waren Fahrzeuge der Marken Büssing, Henschel, sowie Kässbohrer Setra bei der AFAG im Einsatz.